# پول مفت (فیلم ۱۹۹۳)
پول مُفت (به انگلیسی: Money for Nothing) فیلمی محصول سال ۱۹۹۳ و به کارگردانی رامون منندز است. در این فیلم بازیگرانی همچون جان کیوسک، مایکل مدسن، دبی میزار، بنیسیو دل تورو، مائوری چایکین، مایکل راپاپورت، جیمز گاندولفینی، فیلیپ سیمور هافمن، فیونولا فلانگان، فرانکی فیزن، کوری گراهام و لنی ونیتو ایفای نقش کرده‌اند.